# 1758 en France
Chronologie de la France
- 1754
- 1755
- 1756
- 1757
- 1758
- 1759
- 1760
- 1761
- 1762

Cette page concerne l’année 1758 du calendrier grégorien.

## Événements
- 3 mars : Belle-Isle est nommé secrétaire d'État au département de la Guerre ; il hésite avant d’accepter le 18 mars (fin en 1760)[1].
- 15 mars : Louis XV satisfait le Parlement de Paris sur la question de l’Hôpital général (cf. 1751)[2] et la même année sur les droits qu’il prétend avoir de convoquer les pairs de France.

- 3 mai : la mort du pape Benoît XIV met fin aux manœuvres secrètes des jansénistes français (Le Paige) qui tentaient de lui faire signer une bulle annulant l’Unigenitus. Son successeur Clément XIII (juillet) refusera de l’annuler[3].

- 18 avril : enregistrement d’un édit portant création de trois millions deux cent mille livres de rentes perpétuelles à 4 % exemptes de la retenue du vingtième et des 2 sols sous livres du dixième[4].

- 5 - 12 juin : raid sur Saint-Malo ; l’armée britannique débarque dans la baie de Cancale et progresse vers Saint-Malo. Elle ne peut prendre la ville et rembarque[5].
- 23 juin : défaite française de Krefeld[6].

- 7-16 août : descente des Britanniques à Cherbourg[7].
- 12 août : le comte de Lusace est nommé lieutenant-général des armées du Roi[8].
- 24 août : déclaration royale qui ordonne l’augmentation de 4 sols pour livre du prix du tabac à partir du 1er janvier 1759 et l’augmentation de gages d’un million de livres sur les offices autres que ceux des cours souveraines[9].
- Août : édit royal qui sollicite des villes et des bourgs un don gratuit de six millions de livres pendant six ans à compter du 1er janvier 1759, couvert par des droits sur la consommation, dit plus tard droits réservés (boissons, eaux-de-vie, liqueurs, vins, bières et poirés, bestiaux, foin et bois)[9].

- 3 septembre : tentative de régicide au Portugal attribuée aux jésuites[10]. Le Paige et ses partisans attaquent désormais directement la Compagnie.
- 7 septembre : remontrances de la Cour des Aides sur les évocations et commissions, sur les augmentations de gages et la taxation du tabac[9].

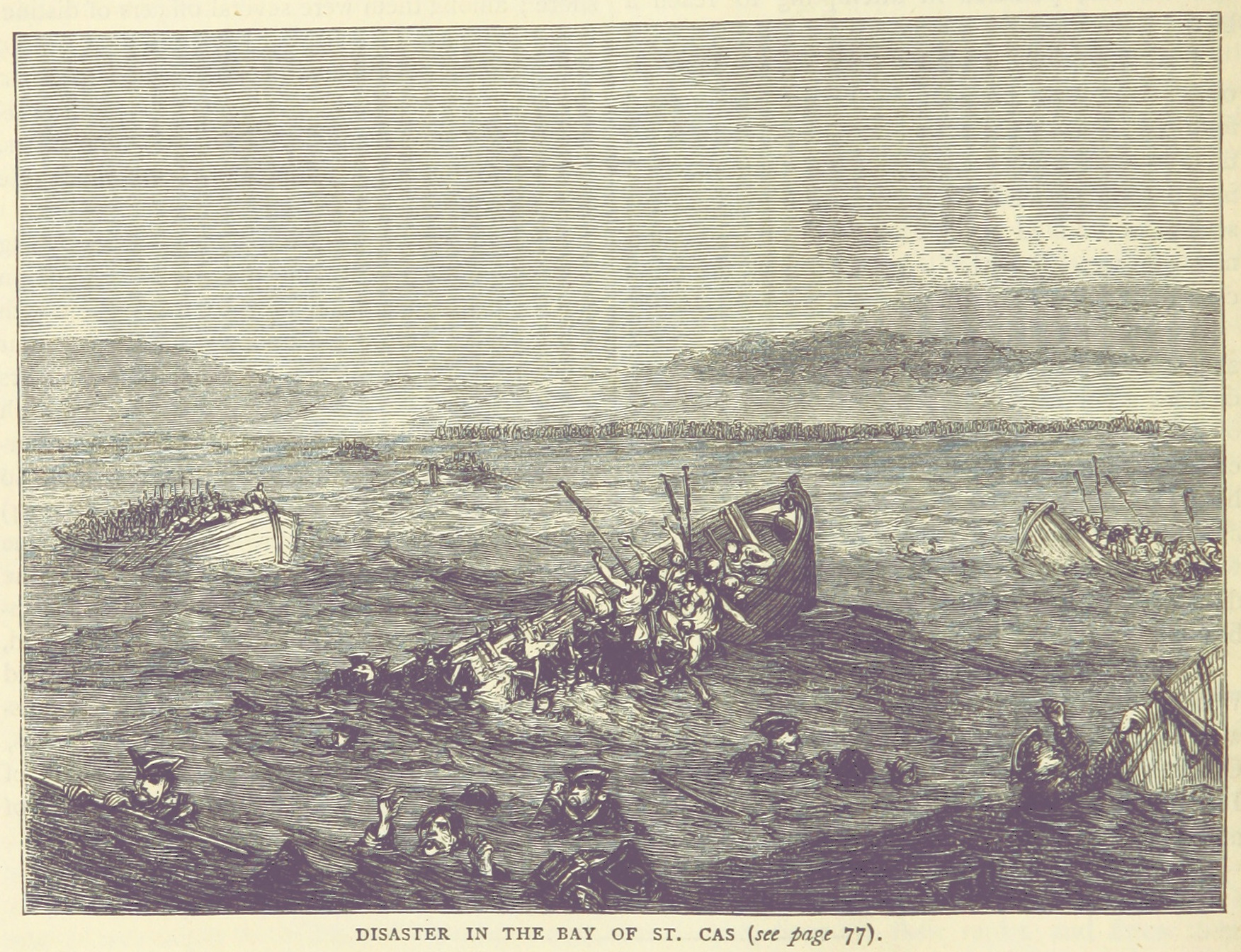
bataille de Saint-Cast.

- 11 septembre : les forces rassemblées à la hâte par le duc d’Aiguillon repoussent une tentative de débarquement britannique à la bataille de Saint-Cast[5].
- 12 septembre : arrivée de Stanislas Leczinski à Versailles[11].

- 2 octobre : l’abbé de Bernis est nommé cardinal par la papauté[12].
- 9 octobre : disgrâce de l’abbé de Bernis, promoteur de l’alliance autrichienne, qui doit remettre les Affaires étrangères à Choiseul[13].
- 11 octobre : l’assemblée du clergé accorde au roi un don gratuit extraordinaire de 16 millions[14].

- Novembre-décembre  : François Quesnay publie à Versailles son Tableau économique[15].

- 3 décembre :

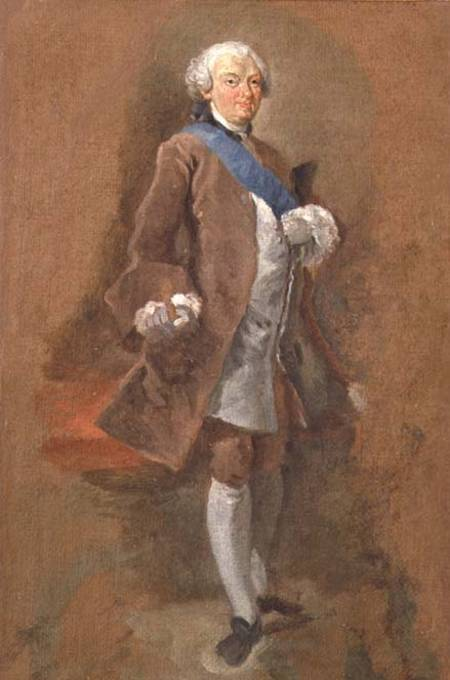
Portrait du duc de Choiseul par Giovanni Paolo Panini, 1757.

  - Choiseul inaugure sa politique comme ministre des Affaires étrangères (fin en décembre 1770)[16]. Durant les douze années de l’administration de Choiseul, la France connaît à la fois une période de grande prospérité économique et un climat de démission politique progressive. Homme complet, ami des philosophes, tolérant, Choiseul s’appuie à la Cour sur la Pompadour et s’oppose au parti dévot représenté par le Dauphin et La Vauguyon, chargé de l’éducation du futur Louis XVI. Il prône un gallicanisme nationaliste et semi-libéral, teinté de hargne antijésuitique et de sympathies pro-parlementaires.
  - le clergé est exempté du don gratuit des villes pour les denrées tirées des bénéfices et les produits destinés à la consommation des communautés[9].
- 12 décembre : enregistrement d’un édit portant création de 3,6 millions de rentes viagères à 8%[17].
- 13 décembre : l’abbé de Bernis reçoit l’ordre du roi de se rendre en exil dans sa résidence de Vic-sur-Aisne[3].
- 30 décembre : traité de Versailles entre la France et l’Autriche[11].

- Création d’offices pour 6,8 millions de livres. Fonds de 13 millions de livres versés au Trésor pour prêts et abonnements aux 4 sols pour livres de la capitation, par les villes de Lyon et de Bordeaux, les États de Languedoc, de Provence, de Roussillon et de Bretagne[9].